# L'Incrédulité de saint Thomas (Salviati)
Pour les articles homonymes, voir Incrédulité de Thomas.
L'Incrédulité de saint Thomas est un tableau  de Francesco Salviati réalisé entre 1543 et 1547 pour l'église Notre-Dame-de-Confort à Lyon après une commande de Thomas II de Gadagne, conseiller florentin de François Ier. Il est actuellement conservé au musée du Louvre au département des peintures. Il mesure 275 cm sur 234 cm.

## Histoire
Commandé vers 1547 par Tomaso Guadagni, conseiller de François Ier, pour la chapelle des Florentins au couvent des jacobins de Lyon, ce tableau impressionne dès son arrivée à Lyon au point d'être repris par de nombreux artistes sur divers supports. Le maître CC a repris le tableau sur une de ses gravures. Ainsi, après l'effacement historiographique de la vie artistique lyonnaise à partir du XVIIe siècle, ce tableau est l'une des rares œuvres à être citées, notamment par Giorgio Vasari dans ses Vite.
Le choix du sujet par Thomas II Gadagne reflète l'orientation politique anti-médicéenne du commanditaire, qui est également celle de l'artiste,.

## Description
La scène biblique de l'Apparition du Christ ressuscité à l'apôtre Thomas, posté à genoux touchant la plaie au côté, se fait en présence des apôtres. Jésus vêtu du seul périzonium est debout près de sa bannière, l'étendard de la Résurrection. Il est entouré des autres apôtres vêtus d'amples draperies. Le portrait visible seulement en buste de trois-quarts serait un autoportrait du peintre. 
La peinture est signée FRANCESCO SALVIATO FLO. OPUS (S.B.D.).